# Conseil international d'harmonisation des exigences techniques pour l'enregistrement des médicaments à usage humain
Pour les articles homonymes, voir CIH et ICH.
Le Conseil international d'harmonisation des exigences techniques pour l'enregistrement des médicaments à usage humain (CIH) - en anglais : International Council for Harmonisation of Technical Requirements for Pharmaceuticals for Human Use ou ICH - est une structure internationale qui rassemble les autorités de réglementation et les représentants de l'industrie pharmaceutique d'Europe, du Japon et des États-Unis pour discuter des aspects scientifiques et techniques de l'enregistrement des médicaments.
Depuis sa création en 1990, la CIH a évolué, à travers son Groupe mondial de coopération (en anglais : ICH Global Cooperation Group), pour répondre à la mondialisation du développement des médicaments, de façon que les avantages de l'harmonisation internationale puissent permettre à tous d'accéder à la santé.
La mission de la CIH est de parvenir à l'harmonisation des données et des règlements et de s'assurer ainsi de la sûreté, de la qualité et de l'efficacité des médicaments développés et enregistrés par les différents pays participants.

## Histoire
Dans les années 1980, l'Union européenne a commencé à harmoniser les exigences réglementaires. En 1989, l'Europe, le Japon et les États-Unis ont commencé à créer des plans d'harmonisation : la CIH a été créée en avril 1990 lors d'une réunion à Bruxelles.

## Structures
La CIH comporte six grandes structures :
- Le comité de pilotage (en anglais : ICH Steering Committee)
- Les coordonnateurs (en anglais : Coordinators)
- Le secrétariat (en anglais : Secretariat)
- Les groupes de travail (en anglais : Working Groups)
- La coopération globale (en anglais : Global cooperation)
- Le comité de direction de MedDRA (en anglais : MedDRA Management Board)

### Le comité de pilotage
Le comité de pilotage est composé des représentants des entités suivantes :
- L'Union européenne
- La Fédération européenne des associations et industries pharmaceutiques
- Le Ministère de la Santé, du Travail et des Affaires sociales du Japon
- L'Association des industries pharmaceutiques du Japon (en)
- La Food and Drug Administration
- La Pharmaceutical Research and Manufacturers of America (en)
- Santé Canada
- Swissmedic
- L'Organisation mondiale de la santé, avec un rôle d'observateur
- La Fédération internationale des fabricants et associations pharmaceutiques (IFPMA), en tant que membre sans pouvoir de vote

Ce comité dirige la CIH, détermine les politiques, les procédures, le choix des sujets et le suivi des projets d'harmonisation.

### Les coordinateurs
Les coordonnateurs représentent chaque entité au secrétariat de la CIH.

### Le secrétariat
Le secrétariat est principalement attaché à la préparation et à la documentation des réunions du comité de pilotage ainsi qu'à la coordination des préparatifs des groupes de travail et des réunions des groupes de discussion.

### Les groupes de travail
Les groupes de travail sont créés par le comité de pilotage quand un nouveau sujet est accepté pour l'harmonisation. Ils sont chargés d'élaborer des directives qui répondent aux objectifs énoncés dans le document d'orientation et le suivi du projet.

### Coopération globale
Ce groupe s'occupe des relations avec les autres agences ou groupements de santé ne faisant pas partie du CIH, tels que l'Association des nations de l'Asie du Sud-Est (ASEAN) ou les autorités australiennes, brésiliennes, chinoises, etc.

## Procédures
Le processus de travail de la CIH se décompose en cinq étapes :
- Étape 1 : travail de consensus d'experts.
- Étape 2 : confirmation du consensus EWG par le comité de pilotage.
- Étape 3 : consultations des réglementations des 3 secteurs[Note 1] et discussion.
- Étape 4 : adoption d'une directive tripartite harmonisée de la CIH.
- Étape 5 : mise en œuvre.

## Production

### Le MedDRA
La CIH a produit le dictionnaire médical des affaires réglementaires (MedDRA, pour Medical Dictionary for Regulatory Activities) qui renferme des termes internationalement reconnus dont l'utilisation facilite la réglementation des produits médicaux destinés aux humains, comme des produits biopharmaceutiques, des matériels médicaux et des vaccins.
« Cette terminologie est employée tout au long du processus de réglementation pour l'entrée, l'extraction, l'analyse ou la présentation de données sur un produit homologué ou faisant l'objet d'une homologation. Elle est aussi utilisée pour la transmission électronique des déclarations d'effets indésirables des médicaments expérimentaux ou commercialisés.  
Le MedDRA comble un besoin essentiel en santé publique en permettant aux autorités sanitaires et à l'industrie des produits biopharmaceutiques ou des matériels médicaux d'échanger avec facilité et exactitude, à l'échelle nationale ou internationale, de l'information sur les produits figurant dans leurs registres de produits commercialisés ou à l'étape préalable à la commercialisation, y compris des données de pharmacovigilance ou de matériovigilance. ».

### Les lignes directrices (enanglais:guidelines)
Le CIH émet des lignes directrices dans 4 domaines
- Q : Qualité
- S : Sécurité
- E : Efficacité
- M : Multidisplinaires

Ces lignes directrices font office de recommandations que les laboratoires pharmaceutiques sont tenus de suivre pour le développement ou la fabrication de leurs médicaments.
On compte notamment les lignes directrices majeures suivantes :

#### Les bonnes pratiques cliniques: ICH E6
Les bonnes pratiques cliniques (BPC, ou GCP en anglais) ont été révisées par le comité directeur le 10 juin 1996.

#### Qualité: ICH Q
Le CIH édite plusieurs lignes directrices, constituant une base pour les bonnes pratiques de fabrication (BPF, ou GMP en anglais), avec l'ICH Q1 pour la stabilité, ICH Q6 pour les spécifications, ICH Q10 pour le système de qualité pharmaceutique, etc.

### Le format CTD
Le CTD = Common Technical Document est un format de dossier servant à la soumission des demandes d'autorisation de mise sur le marché (AMM) d'un médicament par exemple. Il est géré par l'ICH.